# 当代思潮
《当代思潮》杂志，双月刊，中华人民共和国国史学会主办，段若非主编，1990年创刊，2004年底停刊。 自述是“马克思主义世界观指导下反映当代中国和世界各种思潮、特别是理论思潮的综合性杂志。”

## 历史
1983年，陈仲平与人议论认为，需要有一本旗帜鲜明地结合当代中国和世界的实际来论述与宣传社会主义的杂志。在段若非、江焕湖努力下，1989年11月18日，《当代思潮》杂志编委会召开第一次会议。1990年2月20日，《当代思潮》创刊号出版。2004年底停刊。